# Tibouchina radula
Tibouchina radula är en tvåhjärtbladig växtart som beskrevs av Markgr.. Tibouchina radula ingår i släktet Tibouchina och familjen Melastomataceae. Inga underarter finns listade i Catalogue of Life.